# Nomada obscuriventris
Nomada obscuriventris är en biart som beskrevs av Schwarz 1990. Nomada obscuriventris ingår i släktet gökbin, och familjen långtungebin. Inga underarter finns listade i Catalogue of Life.